# Tamarete
Tamarete is een plaats (frazione) in de Italiaanse gemeente Ortona.